# Ricoh 2A03

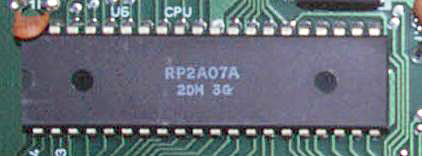
RP2A07 – a PAL változatú csip

A Ricoh 2A03 vagy RP2A03 (NTSC verzió) és a Ricoh 2A07 vagy RP2A07 (PAL verzió) egy 8 bites mikroprocesszor-típus, amelyet a Ricoh gyártott a Nintendo Entertainment System videojáték-konzol számára. Ezen kívül hangcsip és másodlagos CPU szerepében használták, például a Nintendo egyes játéktermi játékaiban, mint a Punch-Out!! és a Donkey Kong 3.

## Technikai részletek
A Ricoh 2A03 egy második forrásból származó módosított MOS Technology 6502 magot tartalmaz, amelyből hiányzik a 6502 BCD üzemmód támogatása
(valószínűleg a MOS Technology erre vonatkozó szabadalmának elkerülése céljából).
Tartalmaz továbbá egy programozható hanggenerátort (rövidítve APU-t – Audio Processing Unit), 
amely huszonkét memóriába leképzett be-/kimeneti regiszterrel rendelkezik, kezdetleges DMA lehetőséget, és játékvezérlő-figyelést (ezt pollozással végzi).

## Hang hardver
A Ricoh 2A03 hangvezérlő hardvernek 5 csatornája van, két APU egységben elosztva. Az első APU két általános célú impulzuscsatornát tartalmaz 4 aktív ciklussal, a második APU pedig egy háromszöghullám-generátort, egy LFSR-alapú zajgenerátort és egy 1 bites delta modulációval kódolt PCM (DPCM) csatornát. Míg a NES könyvtár nagy része csak 4 csatornát használ, a későbbi játékok az 5. DPCM csatornát is használják a játékkazettákban lévő memóriabővítések olcsóbbá válása miatt. Például a Super Mario Bros. 3 a DPCM csatornát egyszerű dobhangokhoz használja, míg a Journey to Silius a mintavételezett basszus-szólamokhoz. A DPCM-csatorna érdekes sajátossága, hogy bitsorrendje az 1 bites PCM-nél normál esetben várhatóhoz képest fordított (a hardver az egyes bájtok bitjeit ekkor jobbról balra olvassa, ami megfordítja a bitsorrendet). Sok fejlesztő nem volt tisztában ezzel a részlettel, ami a lejátszás során a minták torzulását okozta.
Az egyes csatornák kimenetét a megfelelő APU nemlineárisan keveri az egyesítés előtt. A Famicom és Dendy rendszereken a bővítő hangcsipek a játékkazettán lévő érintkezőn keresztül hozzáadhatják saját hangjukat a kimenethez. A nemzetközi NES rendszerekből kihagyták a kiterjesztett hangkezelő lehetőségeket, de azok visszaállíthatók a NES alaplap alján hozzáférhető bővítőport módosításával.

## Regionális eltérések
A NES PAL szabványú változatai (az Európában, Ázsiában és Ausztráliában értékesített gépek) a Ricoh 2A07 avagy RP2A07 jelű processzort használják, ami egy 2A03 olyan módosításokkal, hogy jobban megfeleljen a PAL televíziós szabványban használt 50 Hz-es függőleges képfrissítési frekvenciának. A fejlesztők többségének azonban nem voltak meg az erőforrásai ahhoz, hogy megfelelően átkódolják a játékok zenéjét NTSC-ről PAL-ra, ami ahhoz vezetett, hogy sok PAL-játék hangja lassabban, kissé mélyebben és néhány esetben hamisan szólt (el volt hangolva) az eredeti NTSC-kiadáshoz képest.

## Lásd még
- A Nintendo Entertainment System műszai adatai

## Fordítás
Ez a szócikk részben vagy egészben  a   Ricoh 2A03 című angol Wikipédia-szócikk ezen változatának fordításán alapul.  Az eredeti cikk szerkesztőit annak laptörténete sorolja fel. Ez a jelzés csupán a megfogalmazás eredetét és a szerzői jogokat jelzi, nem szolgál a cikkben szereplő információk forrásmegjelöléseként.